# Elecciones federales de Centroamérica de 1835
Tras la inesperada muerte del presidente electo José Cecilio del Valle antes de ser juramentado, el Congreso de la República Federal de Centro América convoca a nuevas elecciones el 2 de febrero de 1835. En ellas resulta vencedor Francisco Morazán, expresidente y quien había sido derrotado por del Valle en el proceso previo. Morazán debió ser juramentado en febrero pero no asumió el cargo hasta junio de 1835 por encontrarse de viaje en Costa Rica. Estas serían las últimas elecciones realizadas dentro de la República Federal que se disolvería para 1839, incluso antes de finalizado el período de Morazán. 